# Angelo della presenza
In alcune tradizioni giudaico-cristiane, l'Angelo della Presenza/Volto (lett. "volti", ebraico: Mal'akh HaPanim, מלאך הפנים ) o Angelo della sua presenza/volto (ebraico: Mal'akh Panav, מַלְאַךְ פָּנָיו ) è un’espressione che si riferisce a un'entità variamente considerata angelica oppure identificata con Dio stesso.
La frase ricorre in Isaia 63:9, in cui si afferma che, nel corso della storia degli Israeliti, Dio ha amato ed è stato misericordioso con quella nazione di cui ha condiviso le angustie, salvandola con "l'angelo della sua presenza".
La traduzione della Septuaginta spiega il termine più esplicitamente con riferimento a Dio: “Non un inviato né un angelo, / ma egli stesso (in greco: αὐτὸς κύριος) li ha salvati; / con amore e compassione egli li ha riscattati; / li ha sollevati e portati su di sé, / in tutti i giorni del passato”. Alcuni teologi ritengono che la traduzione dei Settanta (ἄγγελος ἀλλ᾽ αὐτὸς κύριος) dimostri che l’"angelo della sua presenza" è semplicemente un modo di riferirsi a Dio, non a un angelo comune o creato.

## Testi apocrifi
Nel Libro dei Giubilei,  l'Angelo della Presenza spiega a Mosè la storia di Israele. Il testo descrive questa entità come uno di coloro che operano specificamente per conto di Dio, ma non ne fornisce un nome specifico. Nel Testamento di Giuda, il patriarca Giuda afferma di aver ricevuto la benedizione dell'Angelo della Presenza.
Nel Libro di Enoch, quattro angeli che stanno davanti al Signore degli Spiriti sono indicati come: Michele, Raffaele, Gabriele e Fanuele. Secondo alcuni studiosi, il Secondo libro di Enoch identifica Uriele, conosciuto in varie tradizioni con i nomi di Fanuele o Sariele, come l'Angelo della Presenza oppure come uno degli Angeli della Presenza.

## Periodo del Secondo Tempio
Nel Libro di Tobia, risalente al II secolo a.C., considerato canonico dai cattolici e dai cristiani ortodossi, Raffaele è descritto come uno dei sette angeli che vedono la gloria di Dio (Tobia 12:15).
Nella Pseudoepigrafia, e precisamente nel Libro dei Giubilei, l’Angelo della Presenza e l’Angelo della Santificazione sono i due ordini angelici più alti. Sono stati creati il primo giorno, perché potessero partecipare all'osservanza del sabato presso Dio in cielo e in terra. Dio ordinò a uno di questi angeli (che si pensava fosse San Michele), di scrivere la storia della creazione per Mosè. L'angelo prese le tavole della storia e della legge e, in una lunga rivelazione, le recitò a Mosè e gli impartì l'istruzione di scriverle.

## Nuovo Testamento
Nel primo capitolo del Vangelo di Luca, il sacerdote Zaccaria riceve la visita di un angelo. Dopoché Zaccaria ebbe ricevuto una profezia sulla nascita di Giovanni il Battista, l'angelo si identificò: "Io sono Gabriele. Sto alla presenza di Dio..." (Luca 1:19).
I commentatori hanno interpretato questa affermazione come l'implicazione di un rango angelico elevato. Ad esempio, Matthew Henry ha scritto: «Egli è Gabriele, che sta alla presenza di Dio, un servitore immediato del trono di Dio. I primi ministri di stato alla corte persiana sono caratterizzati da questo, dal fatto che hanno visto il volto del re».
Gabriele non è chiamato arcangelo nella Bibbia, ma è così chiamato nelle fonti del periodo intertestamentario come il Libro di Enoch.